# Matchbox Twenty
Matchbox Twenty, ou originalmente Matchbox 20, é uma banda de rock de Orlando, Flórida. A história dessa banda começa no ano de 1992, quando o vocalista Rob Thomas se muda para a cidade de Orlando, na Flórida, e conhece o baixista Brian Yale e o baterista Paul Doucette. Os três então, passam por várias bandas juntos, até formarem enfim o Matchbox. Após muita procura, o trio recruta os guitarristas Adam Gaynor, que trabalhava nos estúdios “Criteria”, e Kyle Cook, estudante de música do instituto de Atlanta. Com o grupo completo, eles começam a trabalhar com o produtor Matt Serletic, com quem gravam uma série de demos, responsáveis por sua primeira turnê nos EUA. Com o sucesso das apresentações, a banda assina contrato com a gravadora “Lava”, subsidiária da Atlantic Records e começa a gravação de seu primeiro álbum oficial.
Em outubro de 1996 é lançado o primeiro disco do quinteto, “Yourself Or Someone Like You”, que não emplacou logo de cara, devido a sua pouca divulgação. A banda sai então em turnê, divulgando o disco e distribuindo seu single “Long Day” por várias rádios influentes do país, o que viria a abrir caminho para o seu primeiro hit, “Push”. Em outubro de 97, a canção começou uma escalada e após uma execução massiva nas rádios e na MTV, a música chega ao Top 10 das paradas. Algum tempo depois, é lançado o single “3am”, que supera o sucesso de seu antecessor e confere ao grupo o prêmio da revista Rolling Stone de melhor banda nova. O disco recebeu 5 discos de platina só na Oceania, vindo a receber posteriormente um disco de diamante. Mesmo separando o ano de 99 para a gravação de um novo trabalho, o conjunto não saiu dos holofotes, sendo surpreendidos pelo sucesso estrondoso de “Smooth”, canção composta e gravada por Rob Thomas em parceria com Santana., que já vendeu mais de 39 milhões de discos. O grupo atualmente é composto por Rob Thomas (vocais, piano), Paul Doucette ( guitarrista, baterista), Brian Yale (baixista), Kyle Cook (guitarrista) e Ryan MacMillan (bateria, percussão).
Matchbox Twenty alcançou fama internacional com seu primeiro álbum, Yourself or Someone Like You (1996), que obteve selo de diamante nos Estados Unidos e de multi-platina na Austrália, Canadá e Nova Zelândia .
Seu segundo álbum, Mad Season, lançado em 2000, foi alçado entre os três melhores na Billboard 200 e obteve platina quádrupla nos Estados Unidos.
O seu terceiro álbum, More Than You Think You Are, lançado em 2002, foi certificada platina dupla nos Estados Unidos. No entanto, não foi tão bem sucedido como os dois primeiros álbuns, apesar dos seus singles receber audiência significativa.
A banda então entrou em hiato em 2004, o guitarrista Adam Gaynor deixou a banda em 2005, após realizar nos três primeiros álbuns de estúdio.
Como resultado, Paul Doucette assumiu a guitarra, a banda re-unida e lançou um álbum compilação, Exile on Mainstream, em 2007, que foi certificado ouro nos Estados Unidos.
Recentemente, a banda participou do Rock And Rio, em um show disputado, em que milhares de fãs cantaram junto, desde sucessos mais antigos, como Unwell, até os mais recentes, como She's So Mean.

## Integrantes

### Formação atual
- Rob Thomas, voz e piano
- Kyle Cook, guitarra, banjo e vocal de apoio
- Paul Doucette, guitarra, vocal de apoio e percussão
- Brian Yale, baixo
- Stacy Jones, bateria, percussão 2012-presente

### Ex-integrantes
- Adam Gaynor, guitarra
- Ryan McMillan, bateria 2007-2012

## Discografia
- Yourself or Someone Like You (1996)
- Mad Season (2000)
- More Than You Think You Are (2002)
- EP (2003)
- Exile on Mainstream (2007)
- North (álbum) (2012)
- Where the Light Goes (2023)